# Мулинацо (Месина)
Мулинацо је насеље у Италији у округу Месина, региону Сицилија.
Према процени из 2011. у насељу је живело 139 становника. Насеље се налази на надморској висини од 180 м.